# Molly Tay
Chin Say Tay, po mężu Edrich (ps. Molly; ur. 13 sierpnia 1952) – singapurska pływaczka.
W 1964 jako reprezentantka Malezji wzięła udział w igrzyskach olimpijskich, na których wystartowała na 100 m stylem motylkowym. Odpadła w pierwszej rundzie zajmując ostatnie, 7. miejsce w swoim biegu eliminacyjnym z czasem 1:23,0 s. Była najmłodszym pływakiem na tych igrzyskach. Jest także najmłodszym malezyjskim olimpijczykiem. W tym samym roku ustanowiła rekord kraju na 100 m stylem dowolnym, uzyskując czas 1:18,6 s. W 1965 pobiła rekord Singapuru na 200 m stylem dowolnym, uzyskując czas 2:37,3 s i 50 m stylem motylkowym z czasem 33,9 s. Ten pierwszy rekord został pobity dwa lata później przez Patricię Chan, która uzyskała czas 2:23,4 s. W 1966 zdobyła brązowy medal igrzysk azjatyckich w sztafecie 4 × 100 m stylem dowolnym.
Jest wielokrotną medalistką igrzysk Azji Południowo-Wschodniej w barwach Singapuru. W 1965 zdobyła złoto w sztafecie 4 × 100 m stylem zmiennym i 4 × 100 m stylem dowolnym, srebro na 200 m stylem dowolnym oraz 100 i 200 m stylem grzbietowym i brąz na 400 m stylem dowolnym. W 1967 wywalczyła srebro na 200 m stylem dowolnym. Nie wiadomo natomiast, czy zdobywała medale w sztafetach. W 1969 została srebrną medalistką na 100 i 200 m stylem grzbietowym i brązową na 200 m stylem dowolnym.
W tym samym roku pobiła też rekord kraju na 100 m stylem grzbietowym, osiągając czas 1:17,3 s. Rekord ten przetrwał 6 lat, a we wrześniu 1975 o 2,2 s pobiła go Angela Lecomber.
Jej siostra, Tay Chin Joo, także jest pływaczką i startowała na igrzyskach olimpijskich w 1972, na których reprezentowała Singapur.